# دومینگوئز پریرا
دومینگوئز پریرا (انگلیسی: Domingos Pereira; ۱۹ سپتامبر ۱۸۸۲ – ۲۷ اکتبر ۱۹۵۶) سیاستمدار، کشیش کاتولیک، و وزیر (دولت) اهل پرتغال بود. وی سه دوره در سال‌های ۱۹۱۹، ۱۹۲۰ و ۱۹۲۵ نخست‌وزیر این کشور بود.
دومینگوئز پریرا در ۲۷ اکتبر ۱۹۵۶، در سن ۷۴ سالگی درگذشت.